# Franz Sondheimer
Franz Sondheimer (Stuttgart, 17 de maio de 1926 — Stanford, Califórnia, 11 de fevereiro de 1981) foi um químico britânico de origem alemã.